# Faltdach (Architektur)

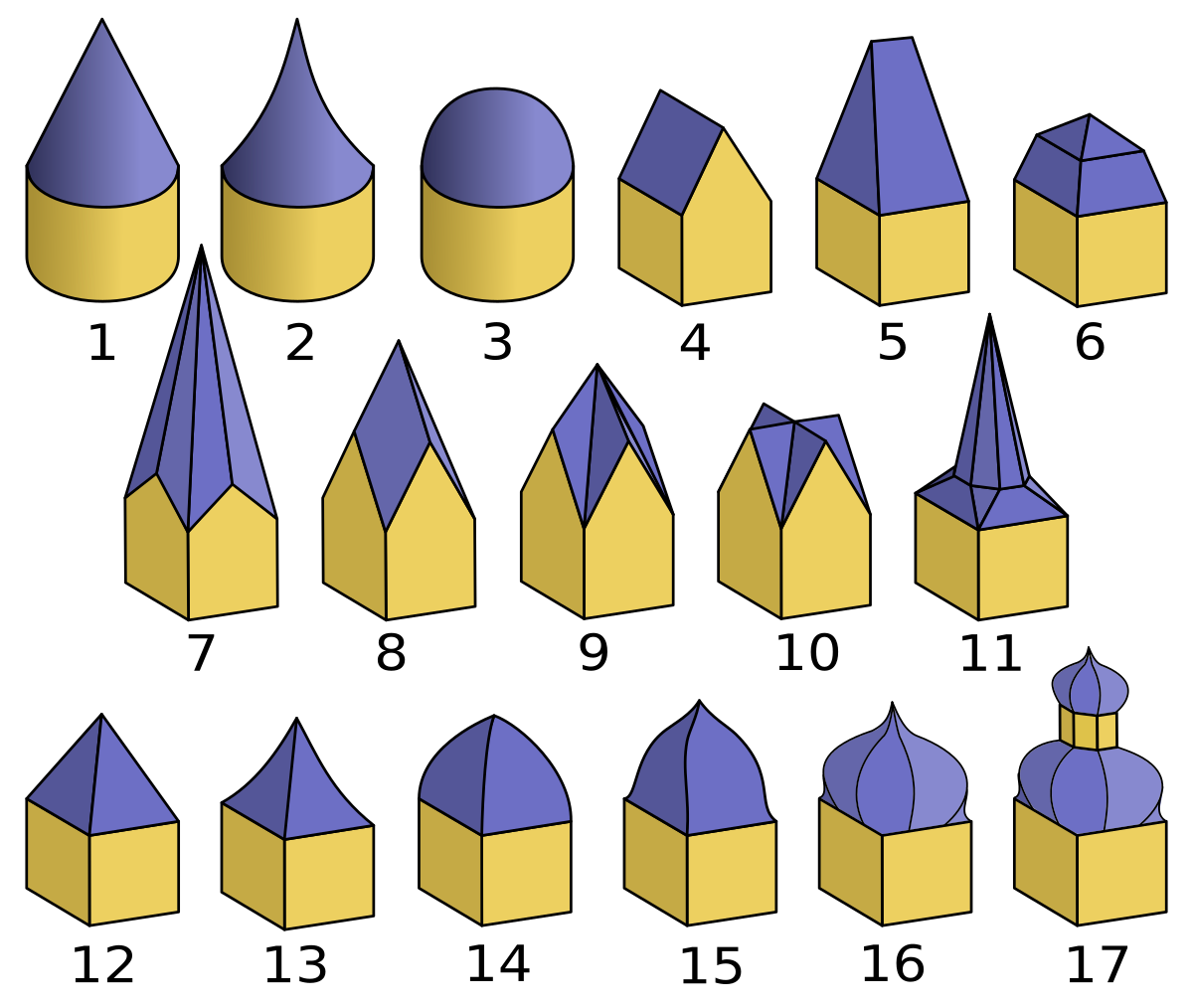
Turmdachformen, Nr. 9: Turm-Faltdach

Ein Faltdach (selten Faltendach), ist eine gefaltete Dachform, bei der die Grate über die Giebelspitzen erhöht sind und in die einspringenden Winkel Kehlen gelegt. Faltdächer kommen vor allem als Helme auf Türmen vor.

## Geometrie
In Regel sind es vier gleich große, meist unregelmäßige Rautenhälftenpaaren auf einem Gebäude mit quadratischem oder oktogonalem Grundriss und vier Dreiecksgiebeln (Schildgiebel) als Wandabschluss. Das abgewandelte Zeltdach ähnelt einem halbgeöffneten Regenschirm.
Die jeweils mit ihrer langen Seite aneinanderstoßenden Rautenhälftenpaare besitzen an der nach innen zum Dachstuhl weisenden Stoßkante einen Innenwinkel (Kehle) und erzeugen vier längs „gefaltete“ Rauten. Dabei besteht ein Rautenhälftenpaar aus zwei zueinander spiegelbildlichen, stumpfwinkligen Dreiecken, deren oberer Spitzenwinkel (Dachspitze) meist kleiner als der untere ist. Bei Gleichheit der Spitzenwinkel liegen regelmäßige Rautenhälftenpaare oder „Faltrauten“ vor. Die vier gegenüber den vier Giebeln um 45° versetzten „Faltrauten“ stoßen, wie die flachen „regulären“ Rauten beim Rhombendach, mit ihren oberen Spitzen und den daran anliegenden acht Außenseiten aneinander und bilden so die Dachspitze (bei europäischen Kirchen meist mit Dachkugel, Wetterhahn, Dachkreuz oder Fahnenstange abschließend) und die vier Dachfirste (Dachkanten), die von der Dachspitze zu den vier jeweiligen Giebelspitzen verlaufen. Die vier unteren „Faltrauten“-Spitzen liegen auf den vier Mauerecken zwischen je zwei über Eck liegenden Giebeln auf (Dachtraufe), die acht unteren Rautenaußenseiten auf den acht Giebelseiten.

## Anwendung und Konstruktion
Die Hauptanwendung der Faltdächer ist wie bei den Rhombendächern als Turmhelme meist sakraler Bauten. Sie waren aus einer Holzbalkenkonstruktion mit Schiefer bedeckt ausgeführt, in seltenen Fällen aus Stein. In modernen Gebäuden gibt es Faltdächer in Stahlbetonbauweise.

Galerie
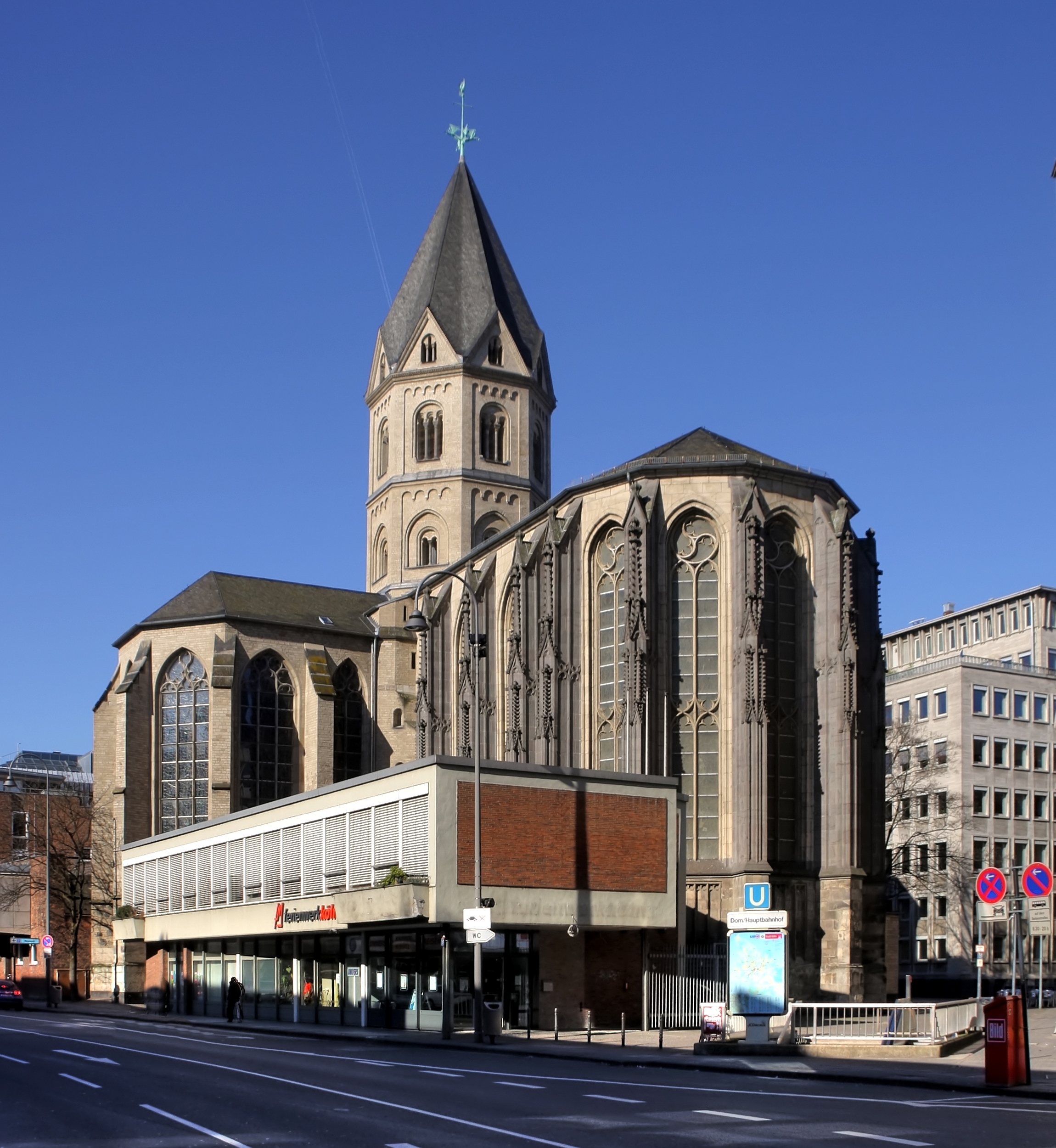
Achteckiger Vierungsturm mit Faltdach. Basilika St. Andreas, Köln
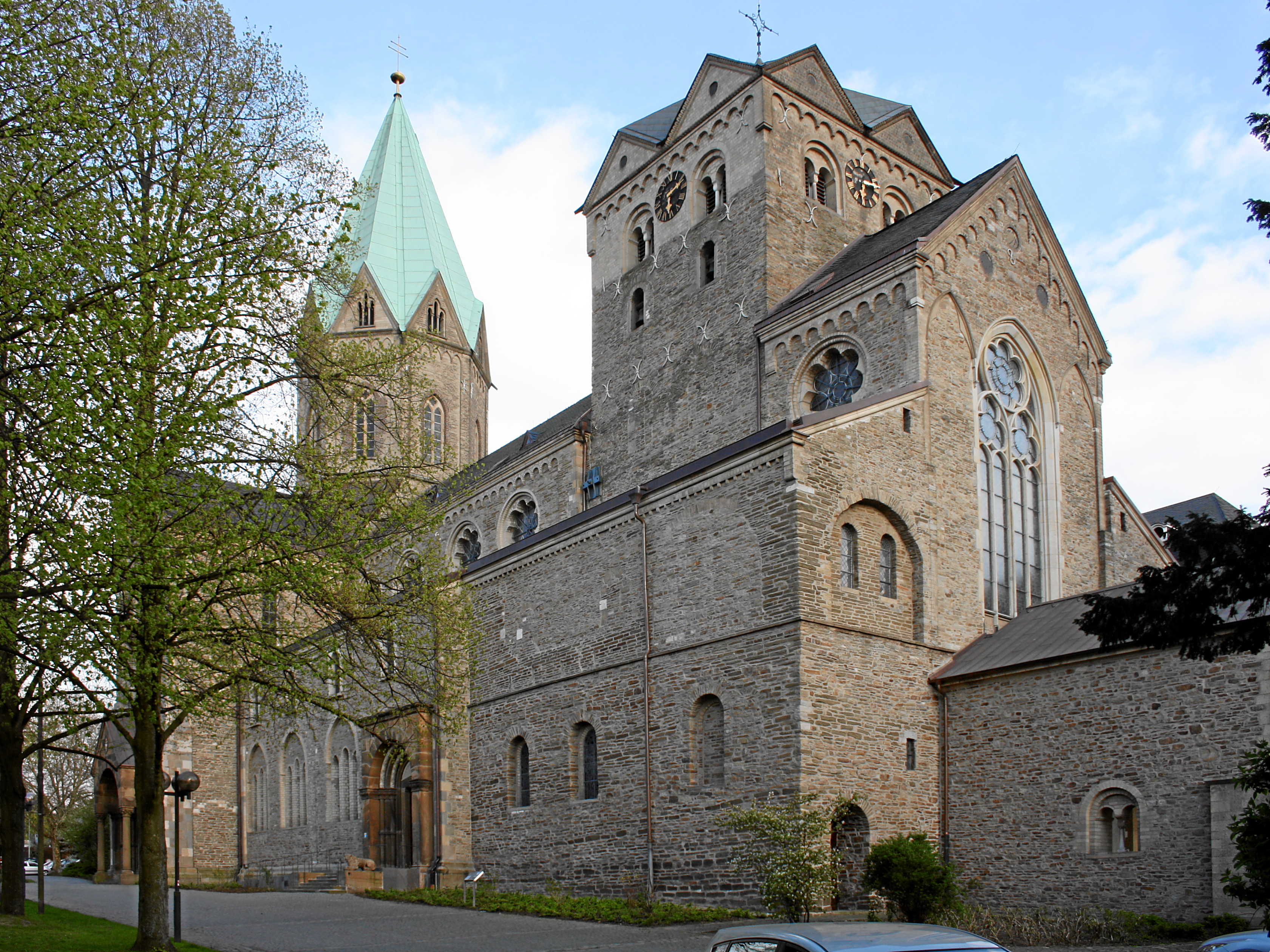
Achteckiger Vierungsturm und quadratischer Glockenturm mit Faltdach. St.-Ludgerus-Kirche, Werden
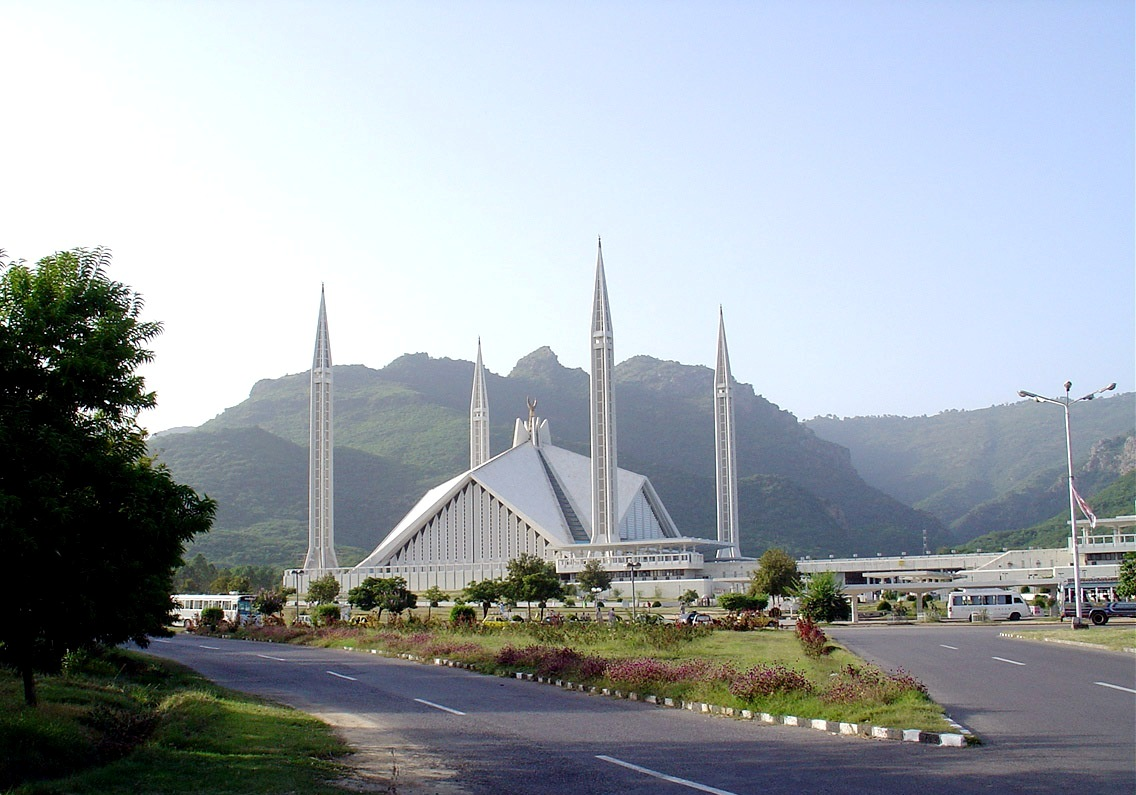
Die 1976–1984 erbaute Faisal-Moschee in der pakistanischen Hauptstadt Islamabad
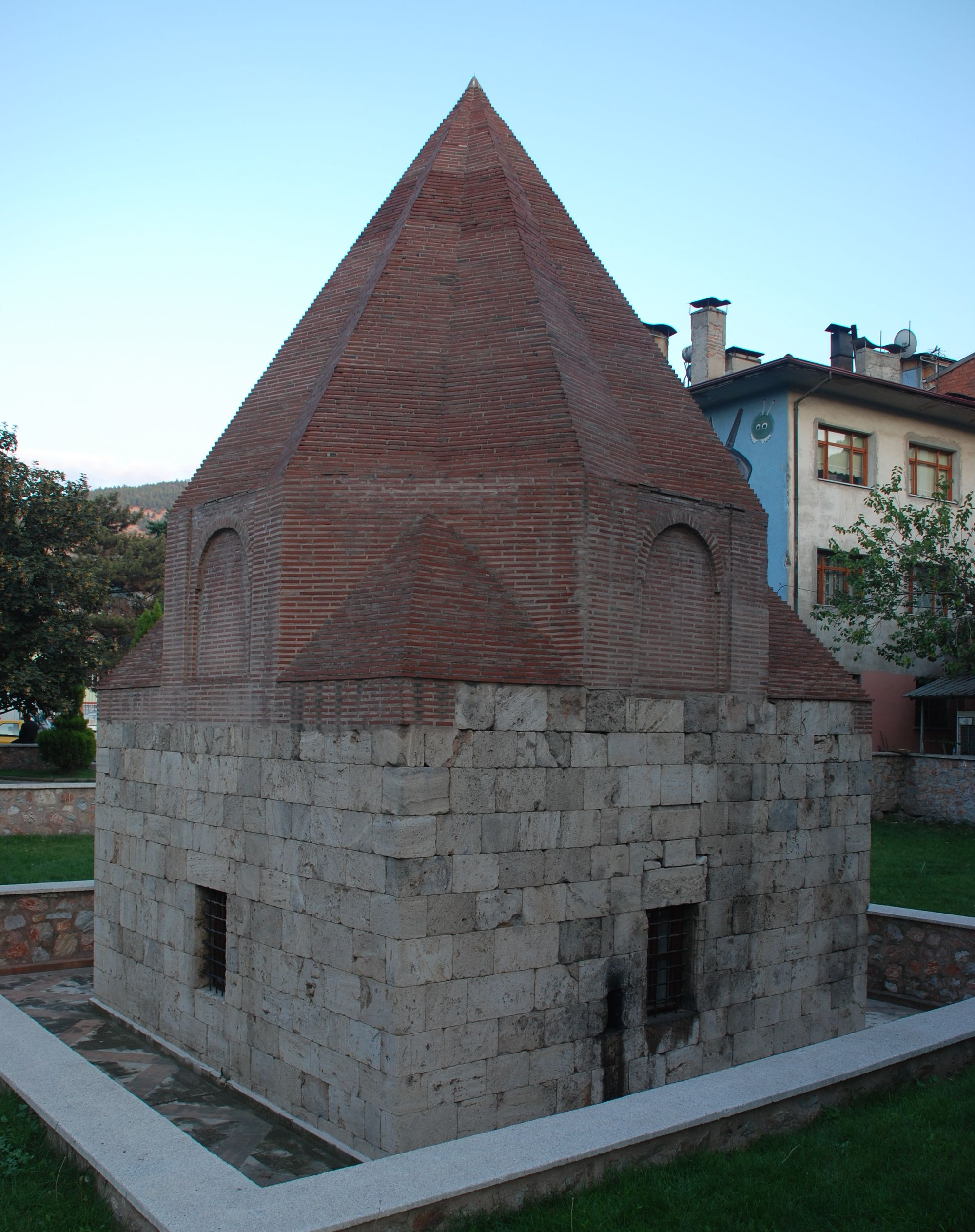
Esentimur Türbesi, seldschukischer Grabbau (Türbe) aus dem 13. Jahrhundert in Tokat, Türkei
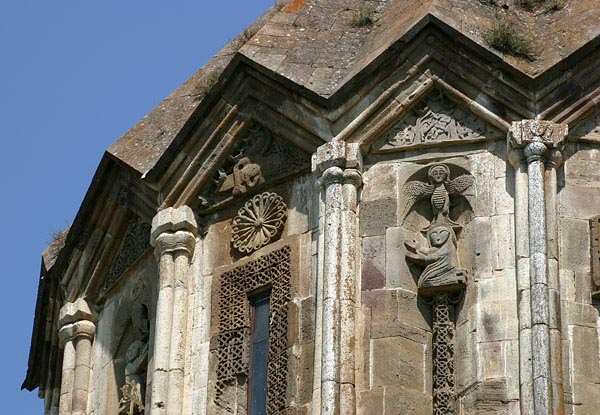
Armenische Klosterkirche in Gandsassar aus dem 13. Jahrhundert
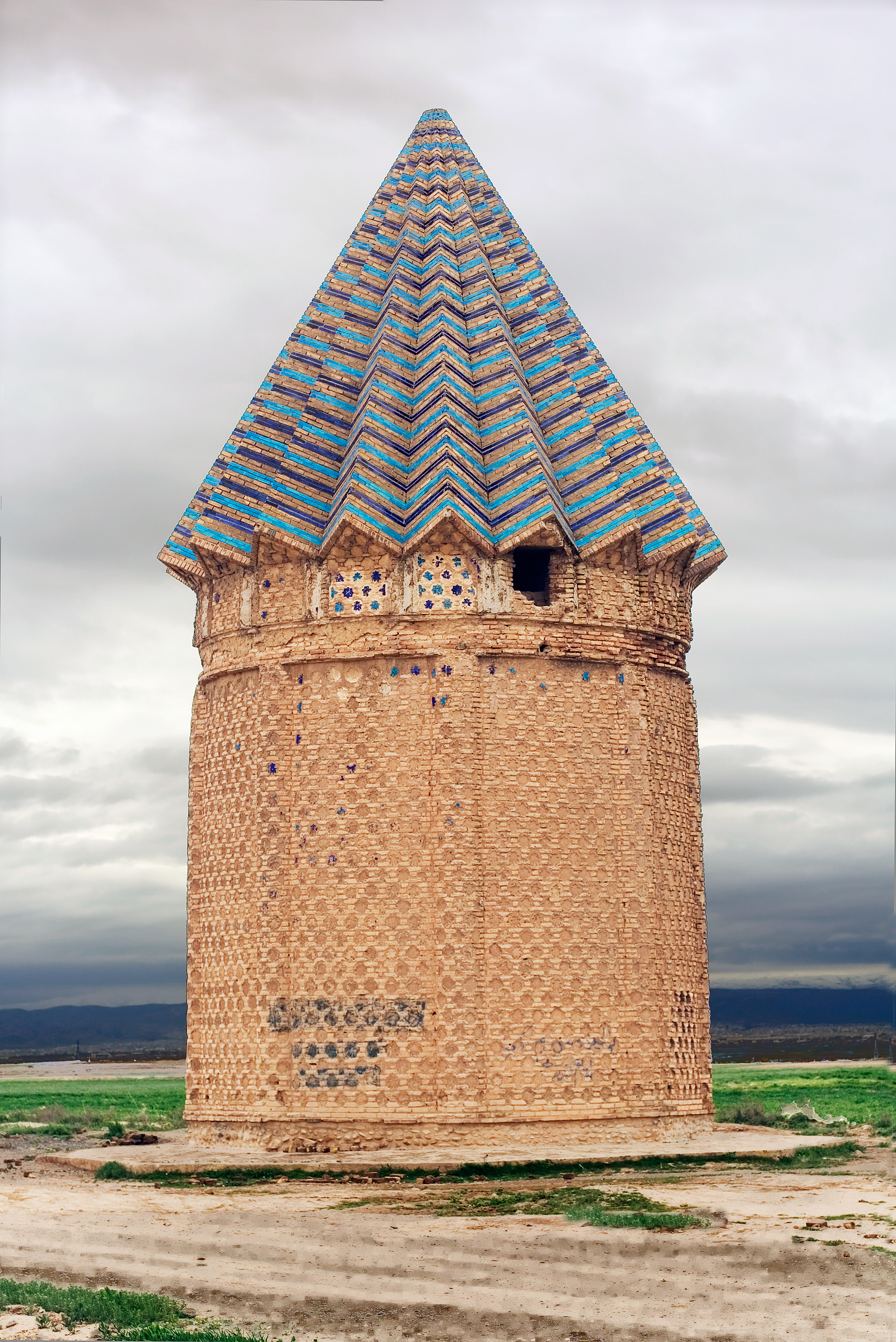
Mil-e Achangan, timuridischer Grabturm (Gonbad) vom Anfang des 15. Jahrhunderts in der Provinz Razavi-Chorasan im Nordosten Irans